# Marina Carobbio Guscetti
Marina Carobbio Guscetti (Bellinzona, 12 juni 1966) is een Zwitserse politica voor de Sociaaldemocratische Partij van Zwitserland uit het kanton Ticino.

## Biografie

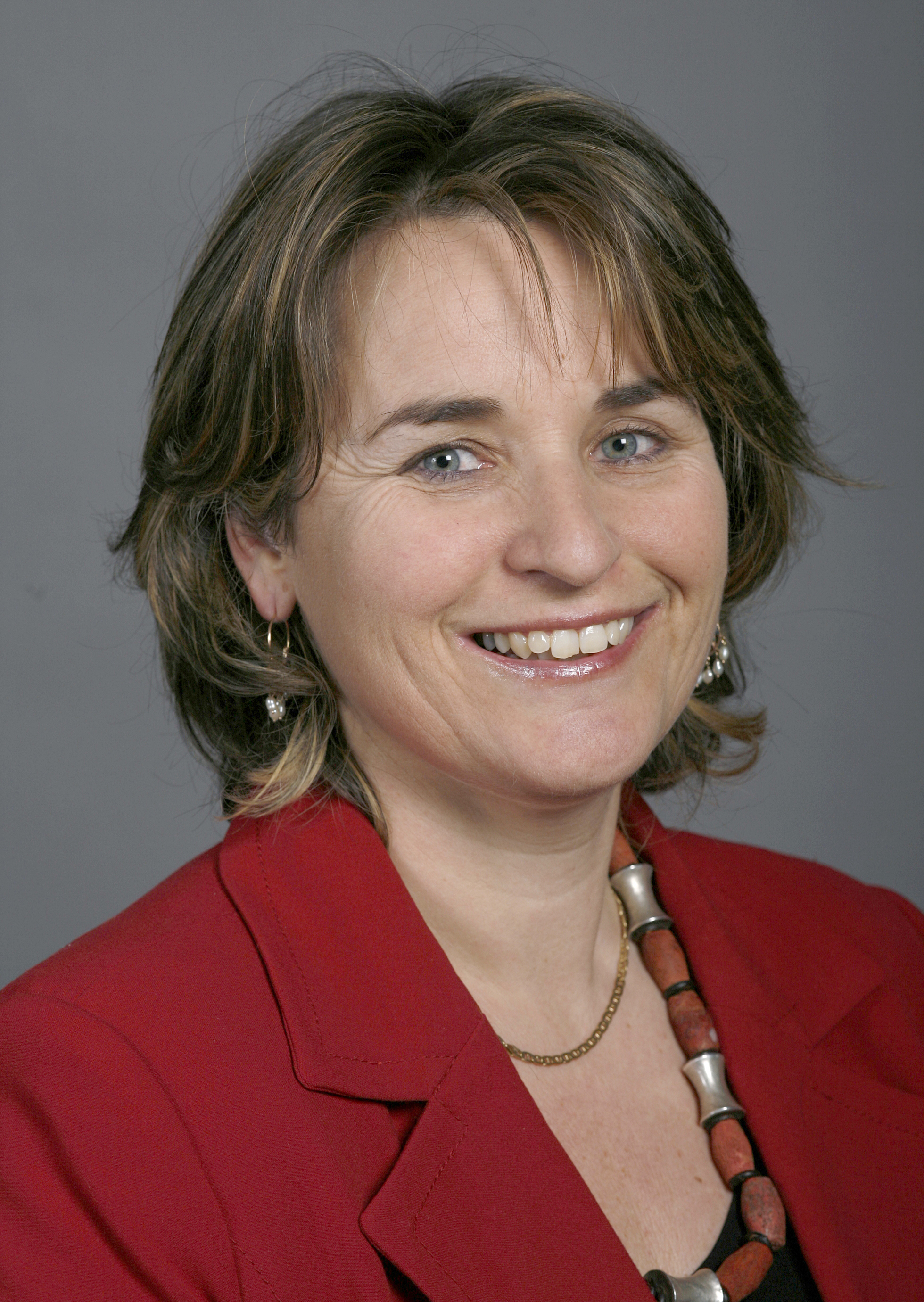
Marina Carobbio Guscetti in 2007.

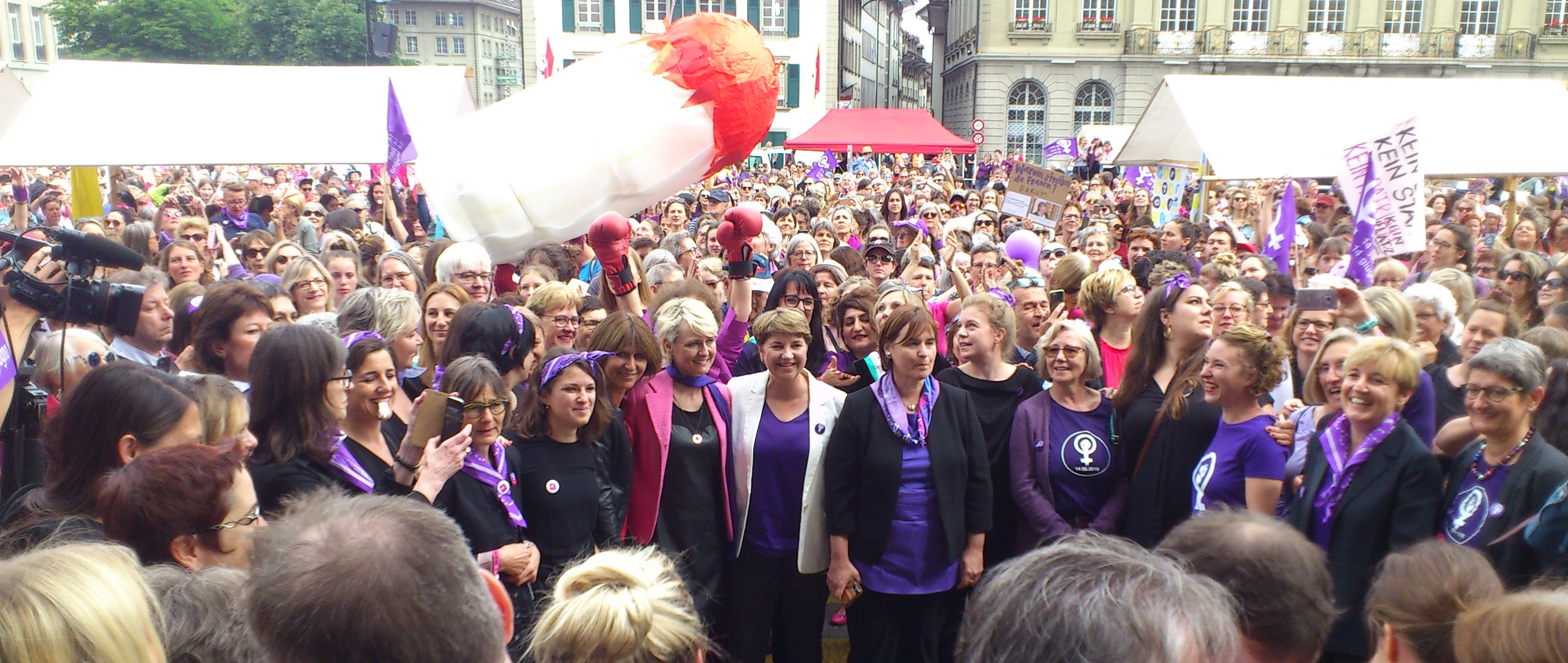
Marina Carobbio Guscetti, samen met onder meer Bondsraadslid Viola Amherd tijdens de Vrouwenstaking van 14 juni 2019. Bern, Federaal Paleis, 2019.

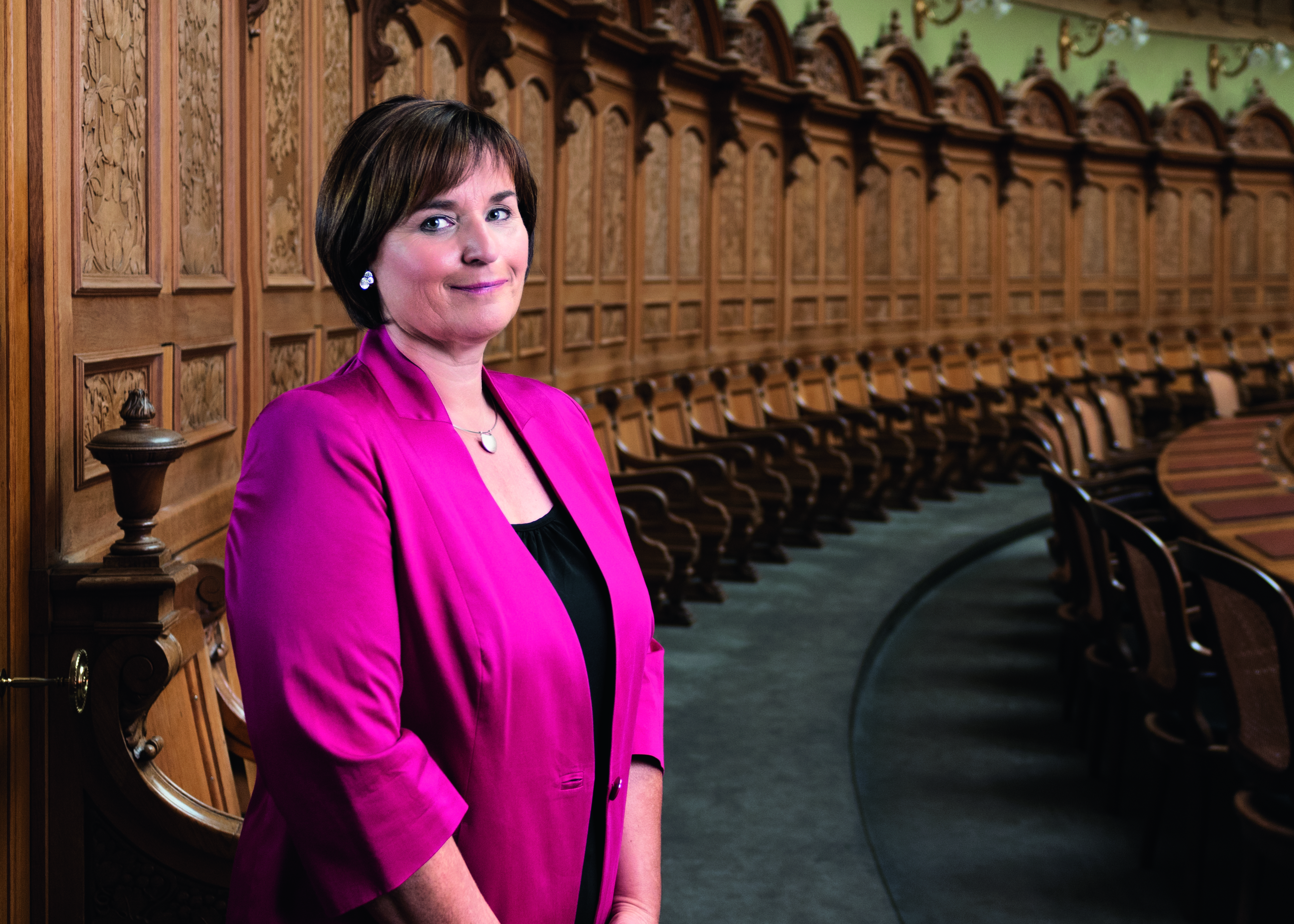
Marina Carobbio Guscetti in de plenaire vergaderzaal van de Nationale Raad. Bern, Federaal Paleis, 2013.

### Afkomst en opleiding
Marina Carobbio Guscetti is een dochter van Werner Carobbio, die tussen 1975 en 1999 gedurende 24 jaar in de Nationale Raad zetelde. Ze behaalde in 1991 haar diploma aan de Universiteit van Bazel en specialiseerde zich in palliatieve zorg.

### Politiek
Van april 1991 tot maart 2007 was Marina Carobbio Guscetti lid van de Gran Consiglio van Ticino. Op 4 juni 2007 werd ze vervolgens lid van de Nationale Raad, net zoals haar vader tot 1999 lid was van deze vergadering. Op 2 oktober 2011 stelde ze zich binnen haar partij kandidaat om uittredend Bondsraadslid Micheline Calmy-Rey op te volgen, maar zij zou uiteindelijk worden opgevolgd door Alain Berset.
Op 26 november 2018 werd ze voorzitster van de Nationale Raad, wat ze bleef tot 1 december 2019.
Bij de parlementsverkiezingen van 2019 stelde Carobbio Guscetti zich kandidaat voor een zetel in de Kantonsraad. Ze versloeg in de tweede ronde van deze verkiezingen verrassend zittend Kantonsraadslid Filippo Lombardi (CVP/PDC) met een voorsprong van slechts 45 stemmen. Daarmee werd ze op 2 december 2019 de eerste vrouwelijke Kantonsraadslid voor het kanton Ticino. In 2023 nam ze ontslag uit de Kantonsraad om te zetelen in de Staatsraad van Ticino.

### Overige
Sinds 2010 is ze voorzitster van de Zwitserse Huurdersfederatie (Association suisse des locataires). Sinds 2013 is ze bovendien ondervoorzitster van de organisatie Initiative des Alpes.